# Avibrissosturmia vexans
Avibrissosturmia vexans är en tvåvingeart som först beskrevs av Charles Howard Curran 1934.  Avibrissosturmia vexans ingår i släktet Avibrissosturmia och familjen parasitflugor.
Artens utbredningsområde är Guyana. Inga underarter finns listade i Catalogue of Life.